# Tove
Tove es una película dramática biográfica finlandesa de 2020 sobre la autora e ilustradora finlandesa de habla sueca Tove Jansson, creadora de los Moomins. La película fue dirigida por Zaida Bergroth a partir de un guion de Eeva Putro y está protagonizada por Alma Pöysti en el papel principal.
El presupuesto de la película, de 3,4 millones de euros, la convirtió en la segunda película finlandesa más cara, tras la versión de 2017 de El soldado desconocido. Tove se estrenó con gran éxito de crítica y fue seleccionada como la entrada finlandesa para el premio a la Mejor Película Internacional en la 93.ª edición de los Premios Óscar, pero no fue nominada.

## Sinopsis
La película sigue los primeros años de Tove Jansson desde el final de la Segunda Guerra Mundial hasta mediados de la década de 1950, mostrando sus relaciones románticas con el político Atos Wirtanen y la directora de teatro Vivica Bandler, así como la creación y publicación de los Moomins.

## Reparto
- Alma Pöysti como Tove Jansson[8][9]
- Krista Kosonen como Vivica Bandler
- Shanti Roney como Atos Wirtanen
- Joanna Haartti como Tuulikki Pietilä
- Eeva Putro como Maya Vanni
- Jakob Öhrman como Sam Vanni
- Robert Enckell como Viktor 'Faffan' Jansson
- Kajsa Ernst como Signe 'Ham' Jansson
- Wilhelm Enckell como Lars Jansson

## Lanzamiento
Tove fue proyectado en el Festival Internacional de Cine de Toronto en septiembre de 2020. La película se estrenó en Finlandia el 2 de octubre de 2020.

### Recepción
Tove fue recibida positivamente por la crítica, y la actuación de Pöysti en el papel principal obtuvo elogios de la crítica. Variety describió la actuación de Pöysti como "fascinante", afirmando que "sobresale en su primer papel principal en una película y se parece mucho a la verdadera Tove". También se mostraron positivos acerca de la dirección de Bergroth, y comentaron que ella "muestra sus considerables poderes cinematográficos, conjurando imágenes vibrantes y expresivas y actuaciones seguras de su talentoso elenco".

### Reconocimientos
Tove ganó siete Premios Jussi, incluyendo Mejor Película y Mejor Actriz por Pöysti. Esta fue la mayor cantidad de premios ganados por una película finlandesa en sueco.